# Blindat
Blindat (títol original en anglès,  Armored ) és una pel·lícula estatunidenca dirigida per Nimród Antal, estrenada el 2009.

## Argument
Tyler Hackett és nou en una companyia de transport en vehicles blindats. Per tal d'aconseguir pagar les factures dels seus pares morts i de continuar vivint amb el seu germà, vigilat pels serveis socials, decideix robar els 42 milions de dòlars que contenen dos camions blindats amb els seus col·legues. Però les coses no passen com estava previst...

## Repartiment
- Matt Dillon: Mike Cochrone
- Jean Reno: Quinn
- Amaury Nolasco: Palmer
- Fred Ward: Duncan Ashcroft
- Milo Ventimiglia: Eckehart
- Skeet Ulrich: Dobbs
- Columbus Curt: Ty Hackett
- Andre Jamal Kinney: Jimmy Hackett
- Andrew Fiscella: Despatxador 1
- Nick Jameson: Home sense abric
- Glenn Taranto: Joe el cuiner
- Lorna Raver: Agent de la protecció de la infantesa
- Garry Guerrer: Guarda federal
- Robert Harvey: Guarda del banc
- Shawn Devorse: Guarda federal #2